# Licencias ColorIURIS
Los Acuerdos de Licencia ColorIURIS son varias licencias, publicadas en 2005 por Coloriuris, una iniciativa creada por Pedro Canut en Zaragoza (Aragón - España), que establecen la política de derechos de autor que desee otorgar el propietario de una obra. Así, están diferenciadas por un código de colores que informa, al visitante de una página web, sobre la política de derechos de autor que ha establecido el propietario del mismo.
Los Acuerdos de Licencia ColorIURIS tienen validez legal mundial y efectos legales de registro en 25 países: Argentina, Bolivia, Brasil, Chile, Colombia, Costa Rica, Cuba, Ecuador, El Salvador, España, Estados Unidos, Francia, Guatemala, Honduras, Inglaterra, Irlanda, México, Nicaragua, Panamá, Paraguay, Perú, Portugal, República Dominicana, Uruguay y Venezuela.

## Código de colores
El significado de estos acuerdos de licencia no solamente depende del tono, sino también de su situación, dado que los iconos están formados por tres partes diferenciadas:
- a. Informa acerca de la política de cesión del derecho de transformación.
- b. Informa acerca de la política de cesión de los derechos de reproducción, distribución y comunicación pública.

Tanto el área "a" como la "b", informan de la política correspondiente utilizando un código de colores que incluye el rojo, amarillo, verde y azul. Descartando el azul, del que hablaremos más adelante, la regla general para interpretar el color es que indica lo restrictiva que es la política correspondiente, desde el rojo (más restrictivo) hasta el verde (menos restrictivo), con el amarillo como punto intermedio.
Así en el caso de la cesión de los derechos de reproducción, distribución y comunicación pública (área B) tendriamos:
- Con o sin ánimo de lucro le correspondería el color verde.
- Sin ánimo de lucro le correspondería el color rojo.

En el caso de la cesión del derecho de transformación (área A) tendriamos:
- Para uso comercial y no comercial (con o sin ánimo de lucro) le correspondería el color verde.
- Para uso no comercial (sin ánimo de lucro) le correspondería el color amarillo.
- No permite obras derivadas (salvo las excepciones legales) le correspondería el color rojo.

### Colores especiales
El color azul tiene un significado especial. Indica que el autor ha incluido una cláusula que obliga a ceder en los mismos términos cualquier obra derivada (cesión en cadena). De este modo, cuando el área b (derecho de transformación) sea verde o amarillo e incluya cesión en cadena: el resultado será azul.
Por último, existen dos opciones que incluyen esta cláusula y no siguen exactamente la regla general de colores, que serían:
- Azul completamente significa cesión de los derechos de reproducción, distribución, comunicación pública y transformación con o sin ánimo de lucro + cesión en cadena.
- Amarillo completamente significa cesión de los derechos de reproducción, distribución, comunicación pública y transformación sin ánimo de lucro (usos no comerciales) + cesión en cadena.

## Significado de colores
| Icono | Descripción |
| ----- | --- |
|       | Permite la reproducción, distribución y comunicación pública con o sin ánimo de lucro. Permite la realización de obras derivadas para usos comerciales y no comerciales. |
|       | Permite la reproducción, distribución y comunicación pública con o sin ánimo de lucro.Permite la realización de obras derivadas para usos comerciales y no comerciales; siempre y cuando la obra derivada se ceda en las mismas condiciones en las que se recibió (cesión en cadena).                |
|       | Permite la reproducción, distribución y comunicación pública siempre que se haga sin ánimo de lucro.Permite la realización de obras derivadas para usos no comerciales. |
|       | Permite la reproducción, distribución y comunicación pública, siempre que se haga sin ánimo de lucro.Permite la realización de obras derivadas para usos comerciales y no comerciales; siempre y cuando la obra derivada se ceda en las mismas condiciones en las que se recibió (cesión en cadena). |
|       | Permite la reproducción, distribución y comunicación pública siempre que se haga sin ánimo de lucro.Permite la realización de obras derivadas para usos comerciales y no comerciales. |
|       | Permite la reproducción, distribución y comunicación pública con o sin ánimo de lucro.Permite la realización de obras derivadas para usos no comerciales. |
|       | Permite la reproducción, distribución y comunicación pública con o sin ánimo de lucro.Permite la realización de obras derivadas para usos no comerciales; siempre y cuando la obra derivada se ceda en las mismas condiciones en las que se recibió (cesión en cadena).                              |
|       | Permite la reproducción, distribución y comunicación pública con o sin ánimo de lucro.No permite obras derivadas. |
|       | ColorIURIS Original Texto informativo de los derechos de autor que marca la Ley. Rige en defecto de usos más permisivos decididos por el autor. (“copyright”) |